# Сан-Педру-де-Солиш
Сан-Педру-де-Солиш (порт.  São Pedro de Solis) - фрегезия (район) в муниципалитете Мертола округа Бежа в Португалии. Территория – 63,74 км². Население – 318 жителей. Плотность населения – 5 чел/км².